# Speed of Sound (achtbaan)
De Speed of Sound (eerder La Via Volta) is een stalen shuttle-achtbaan in het Nederlandse attractiepark Walibi Holland. De achtbaan werd gebouwd in 2000 na de overname van het park door de Six Flags-groep.

## Kenmerken
Speed of Sound is een standaard boomerang van Vekoma. In totaal zijn er reeds een vijftigtal van deze banen gebouwd, verspreid over de hele wereld. Kenmerkend voor de baan is dat de voertuigen eerst achteruit omhooggetrokken worden, om daarna vooruit losgelaten te worden. Na het bereiken van het einde van de baan wordt het traject in omgekeerde richting afgelegd, maar dan achteruitrijdend. Speed of Sound bevat drie inversies die allen twee keer doorlopen worden: een boomerang (of cobra roll) en een looping. De bezoekers ondergaan tijdens de rit dus zes inversies. In deze achtbaan worden twee nummers gedraaid, één tijdens de rit en de andere in het station.

## Geschiedenis
In 2000 werd de achtbaan geopend in het toenmalige Six Flags Holland onder de naam La Via Volta in de kleuren blauw, oranje en geel.

### Sluiting in 2007
Tussen 2007 en 2011 was de achtbaan buiten gebruik, nadat de trein in 2007 naar een identieke achtbaan in Pleasurewood Hills in het Verenigd Koninkrijk was verplaatst. Pleasurewood Hills viel destijds nog onder dezelfde eigenaar als Walibi World, Compagnie des Alpes. Het Engelse park kocht in 2006 een boomerang achtbaan met dezelfde layout als La Via Volta, maar de bijbehorende trein was aan vervanging toe. Mogelijk is toen door het moederbedrijf van de twee parken vanuit bezuinigingsoverwegingen gekozen om de boomerang in Walibi World te sluiten en de trein naar het park in het Verenigd Koninkrijk te verplaatsen. Of er ook daadwerkelijk plannen waren om La Via Volta volledig te verwijderen, is niet bekend. In de jaren na de sluiting raakte de achtbaan, waaronder het station en de wachtrij, in een vervallen staat.

### Heropening in 2011
Op 30 januari 2010 maakte Walibi Holland bekend dat de achtbaan in 2011 zou worden heropend na een renovatie. De ondersteuningen werden paars geverfd en de baandelen kregen een oranje kleur. De achtbaan kreeg een nieuwe trein van Vekoma (model MK1212). Tot slot werd het station vernieuwd, werd er een tunnel geplaatst over de linkeroptakeling en kreeg de achtbaantrein on-board muziek. Hiermee was het de eerste achtbaan in zijn soort die muziek aan boord heeft. De heropening vond plaats op 6 april 2011 onder de naam Speed of Sound, met muziek als thema.
In 2015 kreeg de on-board muziek een nieuwe track en daarmee vervangt hij de track die van 2011 tot 2014 gedraaid heeft tijdens de rit. In 2024 werd de track weer vervangen door een instrumentale versie van het nummer Burn It To The Ground van artiesten Sasha DRK en Get It Done, gecomponeerd door Dennis Ramone Gonzalez.

### Incidenten
Op 21 oktober 2011 stopte de achtbaantrein vanwege een technische storing tijdens de rit. Hierop moesten 28 personen worden geëvacueerd. Een dag later op 22 oktober 2011 ontstond er opnieuw een storing. Hierop moesten ook 28 bezoekers worden geëvacueerd.

## Trivia
- De tunnel om de baan heen is eigenlijk een waterglijbaan, en werd gemonteerd door waterattractieproducent Van Egdom.
- Met een maximale g-kracht van 5,2 G haalt Speed of Sound de grootste g-kracht in Nederland.

## Galerij

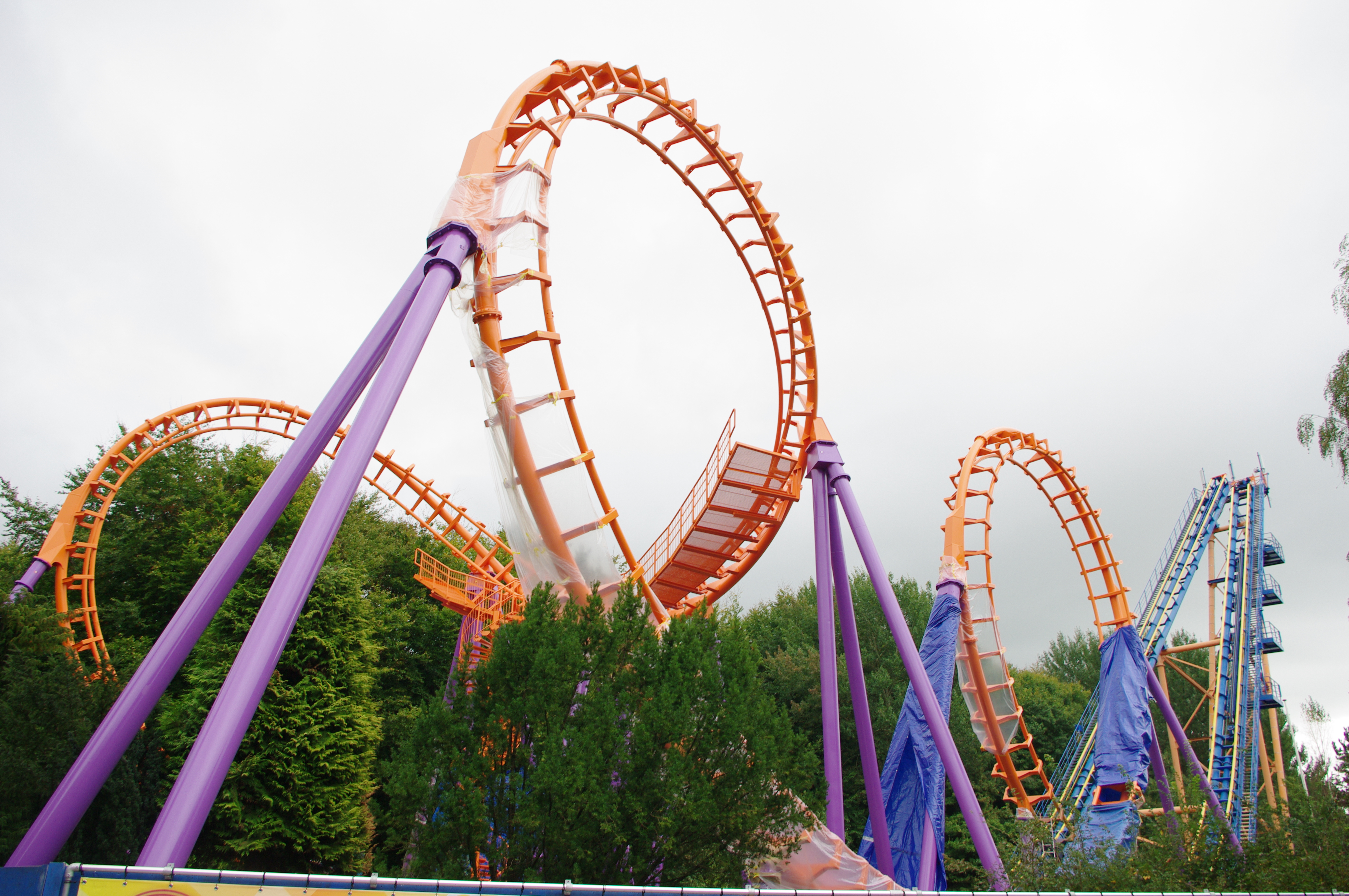
De Speed of Sound tijdens de schilderwerkzaamheden in september 2010
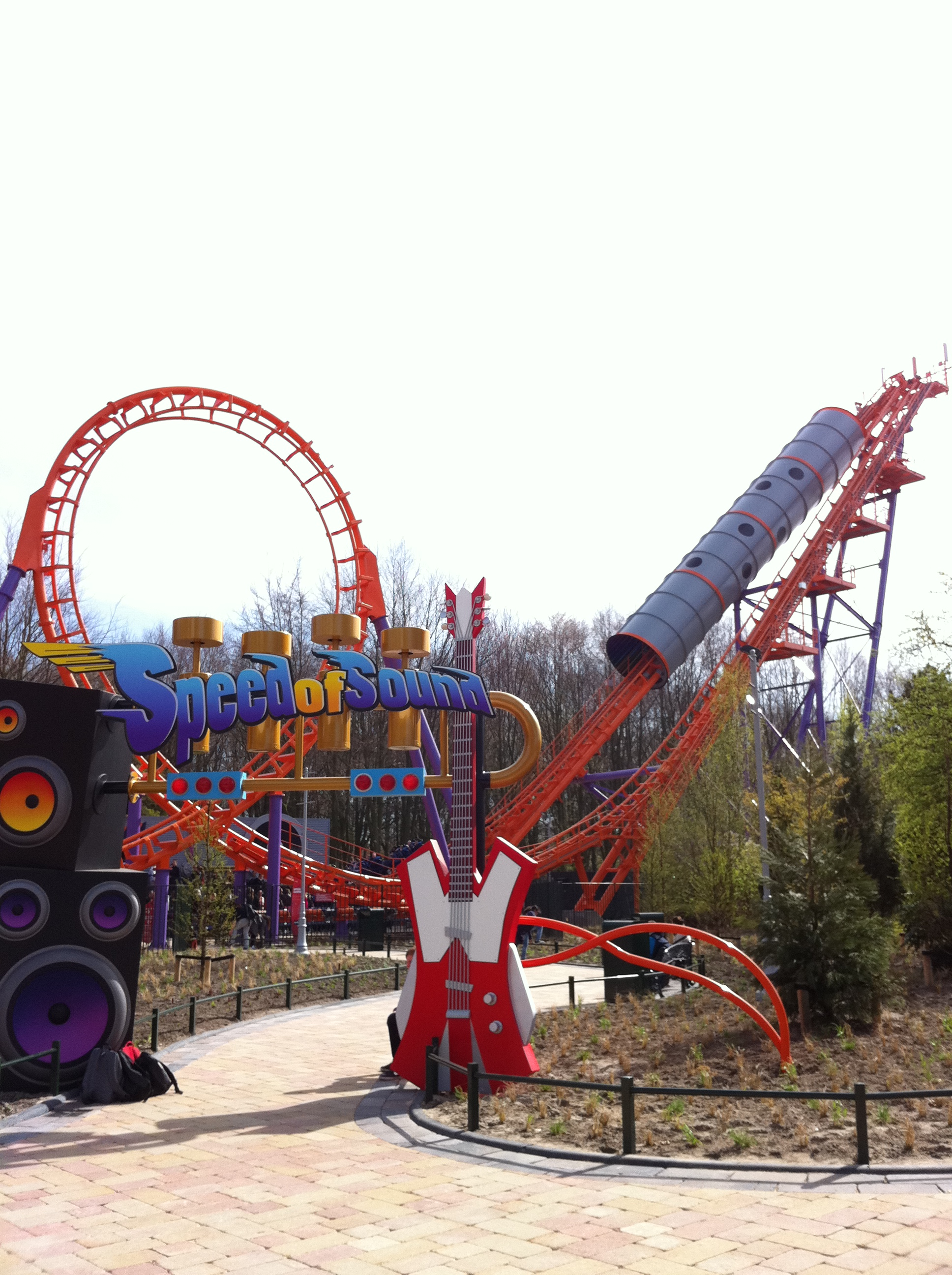
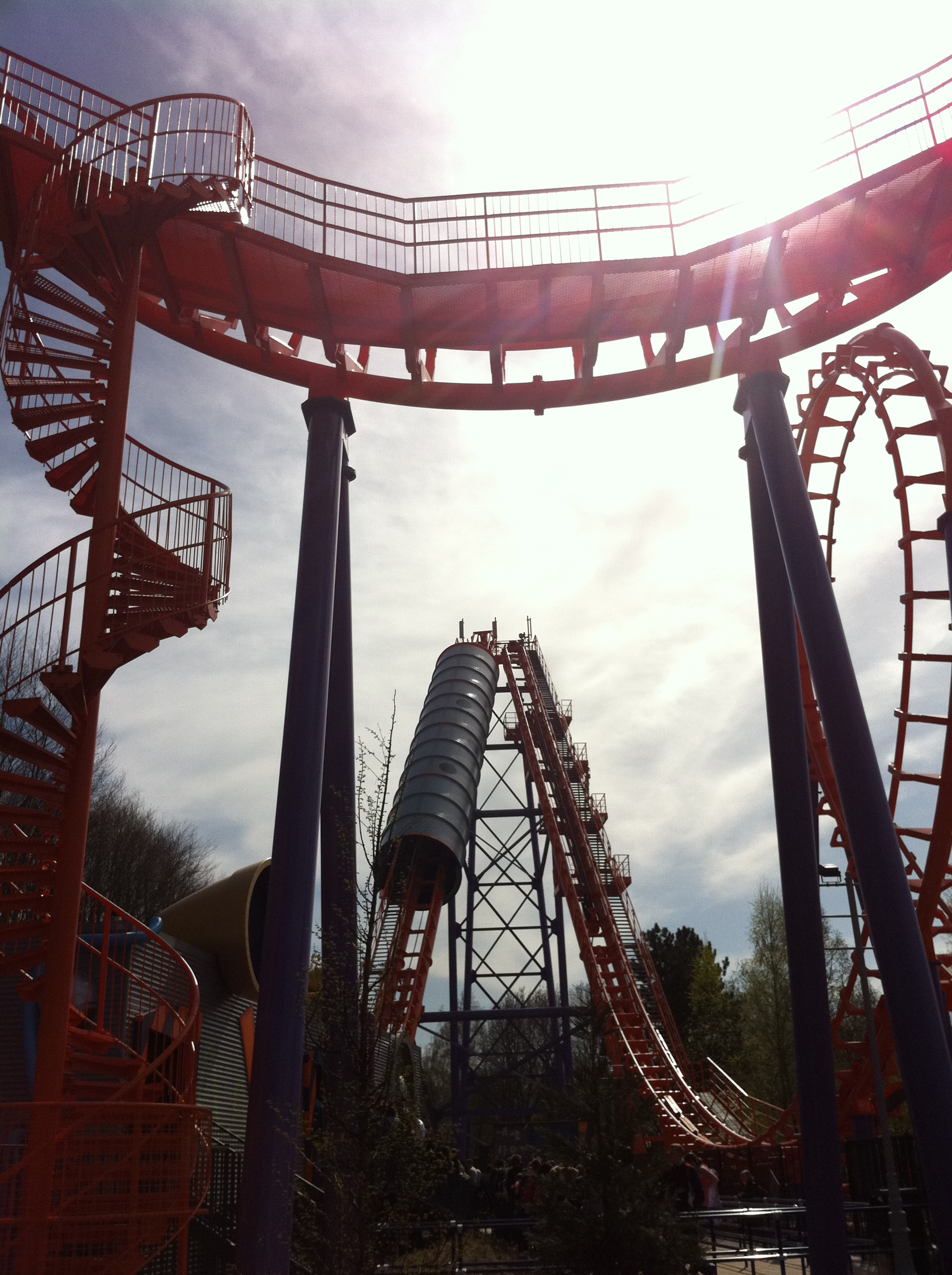
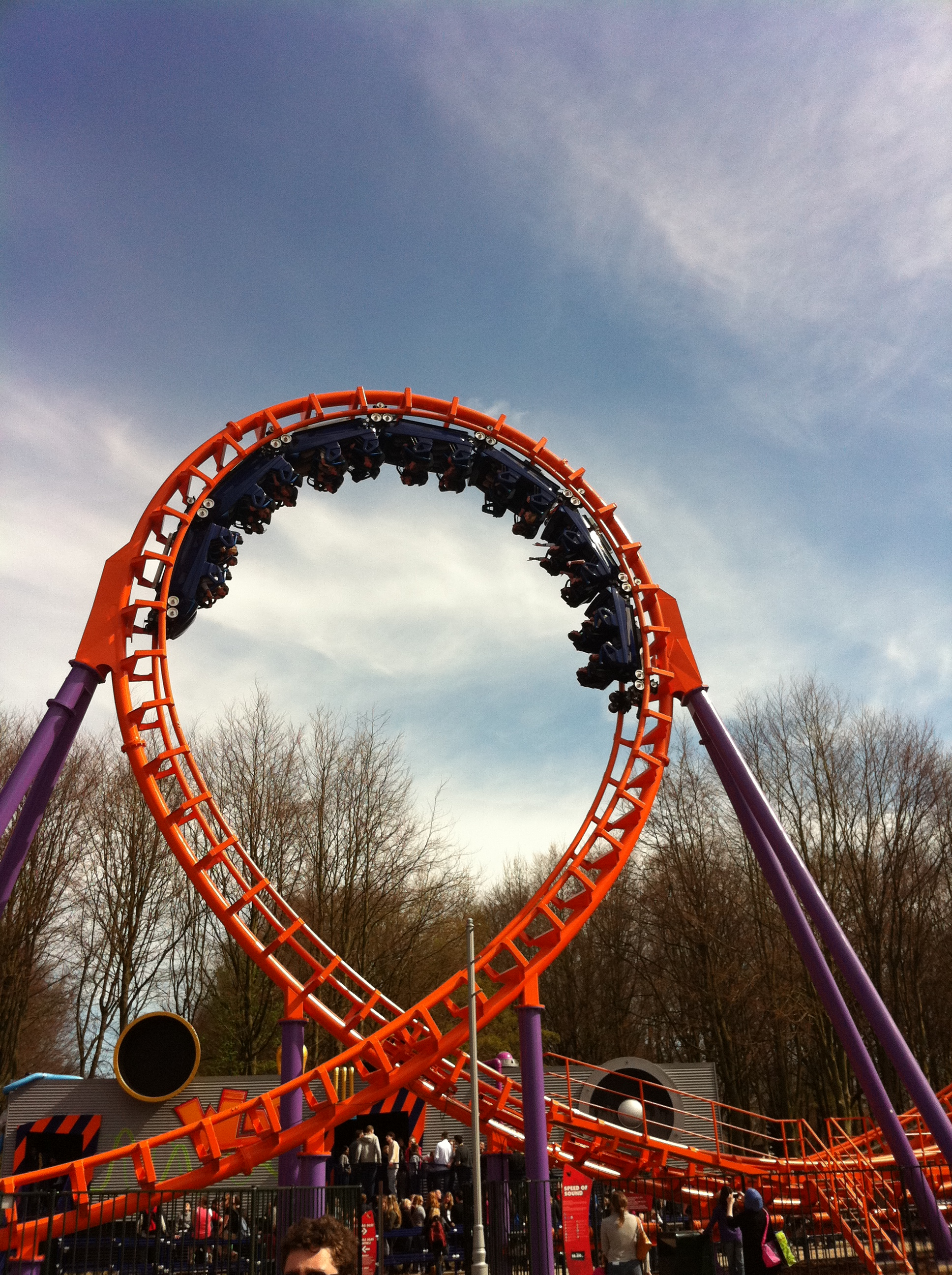
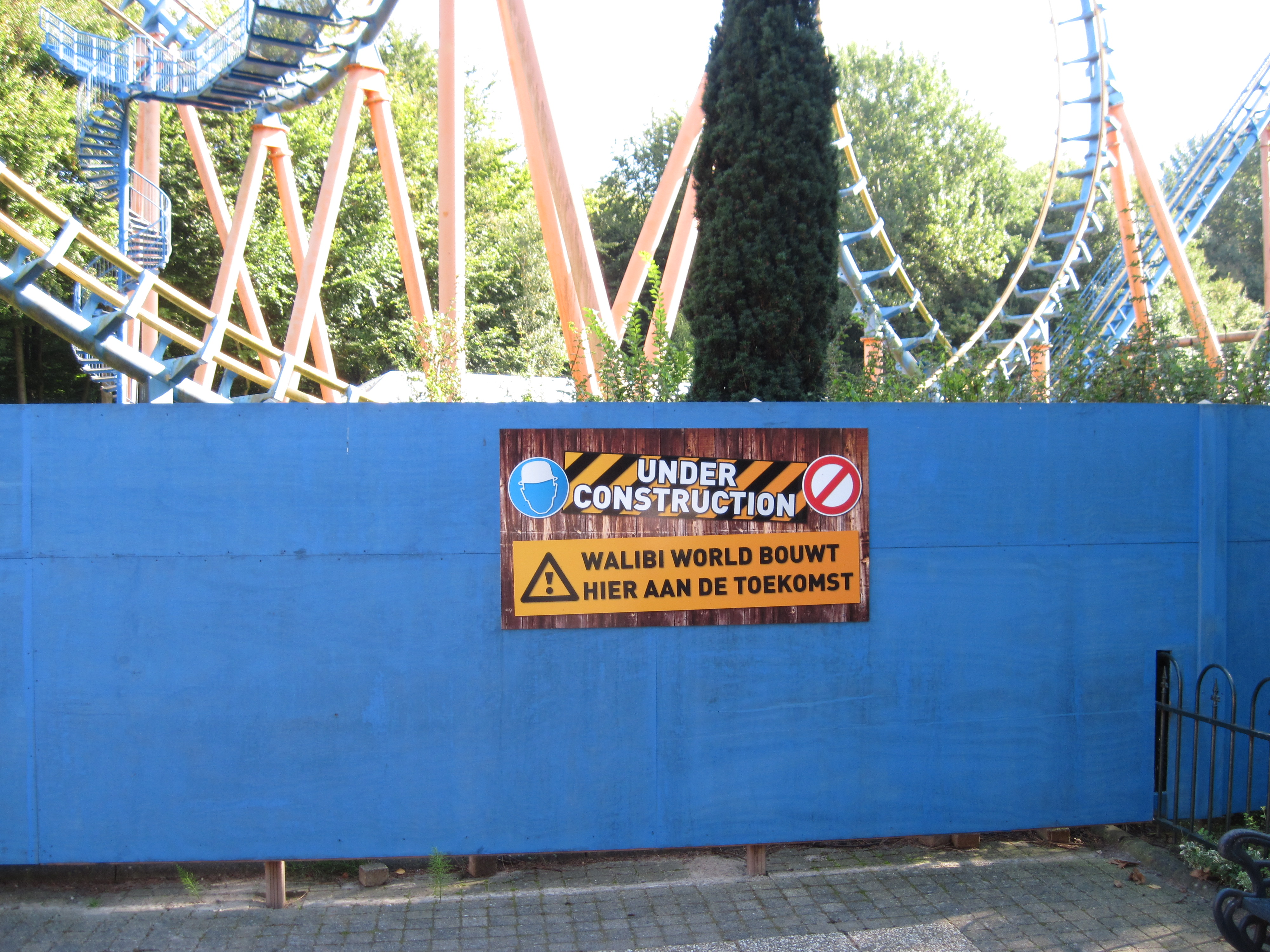
La Via Volta
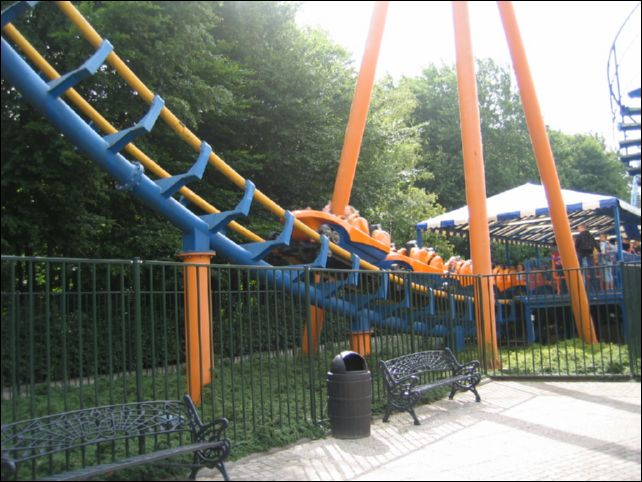
La Via Volta
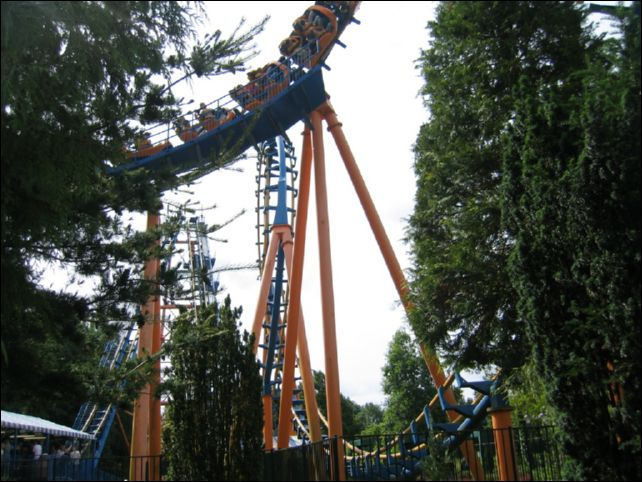
La Via Volta
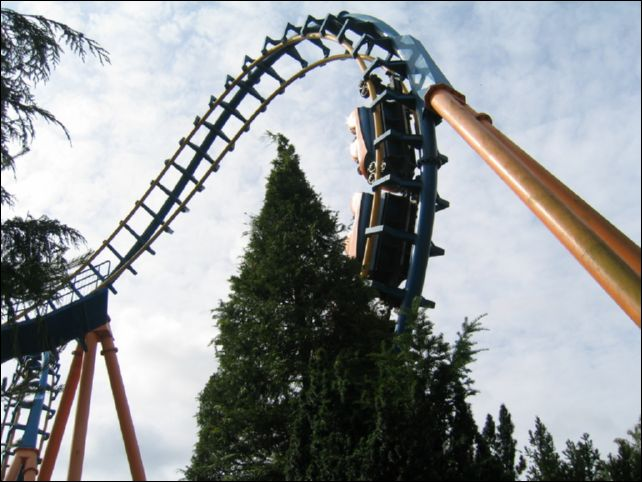
La Via Volta
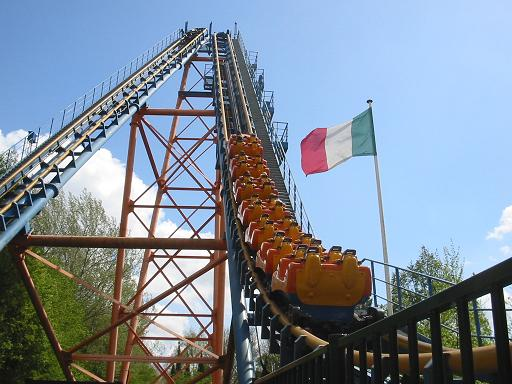
La Via Volta
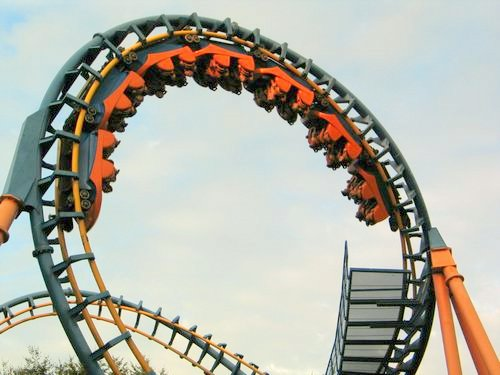
La Via Volta

Afbeeldingen · Lijst van attracties